# A Teacher
Az A Teacher 2020-as amerikai drámasorozat, amelyet Hannah Fidell alkotott. A főbb szerepekben Kate Mara, Nick Robinson, Ashley Zukerman, Shane Harper és Marielle Scott látható.
A sorozat premierje 2020. november 10-én volt a FX on Hulun. Magyarországon 2022. október 23-án mutatta be a Disney+.

## Történet
Claire Wilson, egy népszerű fiatal középiskolai irodalomtanár viszonyt kezd egy 18 éves diákkal, Eric Walkerrel. A minisorozat Wilson tanítványával szembeni erőszakos kényszerítésének összetettségét és következményeit tárja fel.

## Szereplők

### Főszereplők
| Színész             | Szereplő        | Magyar hang       | Leírás                                                                                      |
| ------------------- | --------------- | ----------------- | ------------------------------------------------------------------------------------------- |
| Kate Mara           | Claire Wilson   | Nemes Takách Kata | Népszerű fiatal angoltanár texasi külvárosi Westerbrook középiskolában.                     |
| Nick Robinson       | Eric Walker     | Baráth István     | Végzős középiskolai diák a Westerbrookban.                                                  |
| Ashley Zukerman     | Matt Mitchell   | Varga Gábor       | Claire támogató és szerető férje, fiús bájjal és kreatív oldallal, amelyet évek óta elnyom. |
| Shane Harper        | Logan Davis     | Szatory Dávid     | Eric egyik legjobb barátja és Cody öccse.                                                   |
| Marielle Scott      | Kathryn Sanders | Sipos Eszter Anna | Franciatanár a Westerbrookban és Claire legújabb barátja.                                   |
| Dylan Schmid        | Josh Smith      | Nagy Gereben      | Eric egyik legjobb barátja.                                                                 |
| Adam David Thompson | Nate Wilson     | Zöld Csaba        | Volt katona és jelenlegi rendőr, Claire bátyja.                                             |
| Jana Peck           | Victoria Davis  | N/A               | Logan és Cody édesanyja.                                                                    |

### Mellékszereplők
| Színész         | Szereplő      | Magyar hang        | Leírás                                                                                        |
| --------------- | ------------- | ------------------ | --------------------------------------------------------------------------------------------- |
| Rya Kihlstedt   | Sandy Walker  | Kisfalvi Krisztina | Eric szorgalmas munkásosztálybeli édesanyja, akinek egész életében egyedül kell helyetállnia. |
| Cameron Moulène | Cody Davis    | Gacsal Ádám        | Logan bátyja.                                                                                 |
| Camila Perez    | Alison Miller | Pekár Adrienn      | Eric ex-barátnője.                                                                            |
| Ciara Bravo     | Mary Smith    | Boldog Emese       | Josh húga.                                                                                    |
| Charlie Zeltzer | Phil Walker   | N/A                | Eric öccsei.                                                                                  |
| Matt Raymond    | Devin Walker  | N/A                | Eric öccsei.                                                                                  |
| M. C. Gainey    | Wyatt Wilson  | N/A                | Claire és Nate édesapja.                                                                      |
| Devon Bostick   | Ryan          | N/A                | Eric szobatársa.                                                                              |

### Magyar változat
- Magyar szöveg: Bán Zsanett
- Hangmérnök: Gajda Mátyás
- Vágó: Kránitz Bence
- Gyártásvezető: Újréti Zsuzsa
- Szinkronrendező: Pupos Tímea
- Produkciós vezető: Máhr Rita

A szinkront az SDI Media Hungary készítette.

## Epizódok
| # | Cím        | Rendező             | Író                           | Premier                              |
| --- | ---------- | ------------------- | ----------------------------- | ------------------------------------ |
| 1. | 1. epizód  | Hannah Fidell       | Hannah Fidell                 | 2020. november 10. 2022. október 23. |
| A 32 éves Claire Wilson angoltanárként kezdi meg új munkáját egy texasi kisváros helyi középiskolájában. Claire elégedetlen házasságával és szexuális életével, valamint nyomasztja az a tény, hogy férjével Matt-tel nem tudnak gyermeket vállalni. Összebarátkozik egyik tanítványával, Eric Walkerrel, aki egy népszerű végzős, az iskola futballcsapatának kapitánya, sok barátja van, és nemrég szakított barátnőjével, Allisonnal. Claire elárulja férjével szerencsétlen kapcsolatát és egyéb személyes problémáit Ericnek, aki viszont elmondja saját családjának problémáit, amelyek közé tartozik az iskola utáni munka, hogy lépést tartson a számlákkal, és hogy egyedülálló anyjának segítsen két fiatalabb testvére gondozásában. Claire beleegyezik abba, hogy korrepetálja Ericet a SAT-re. Amint barátságuk növekszik, Claire úgy érzi, vonzódik Eric iránt, és Eric szintén érzéseket kezdi kialakítani a tanára iránt. |            |                     |                               |                                      |
| 2. | 2. epizód  | Hannah Fidell       | Hannah Fidell                 | 2020. november 10. 2022. október 23. |
| Eric egy partin vesz részt barátja, Logan házában, ahol egykori barátnőjével, Allisonnal kavar, de a bulit a kiérkező rendőrök tönkreteszik. Észrevéve, hogy az adatait felvevő rendőr Claire bátyja, Nate, Eric ráveszi, hogy hívja fel Claire-t, kimenti a fiút. Matt a Claire-rel közös megtakarításukat hangszerekre költi, feszültséget keltve a pár között. A szombati szokásos SAT-felkészítés helyett Claire elveszi Ericet a texasi egyetemre, ahol Logan testvére, Cody egy baráti társaságba hívja őket, ahol Eric és Claire szinte csókolóznak. Claire nem válaszol Eric SMS-ére, de később elfogadja Instagram követési kérelmét. Az iskolában Eric megcsókolja Claire-t. |            |                     |                               |                                      |
| 3. | 3. epizód  | Hannah Fidell       | Andrew Neel                   | 2020. november 10. 2022. október 23. |
| Claire dühös Ericre, amiért megcsókolta, és ezért nem hajlandó korrepetálni a jövőben, de a fiú meggyőzi a folytatásról. Cody Claire-ről kérdezi, Ericet, aki hazudik, hogy megvédje mindkettőjüket. Eric megkéri Allisont, hogy menjen el vele az iskolai bálra, amit ő elfogad; míg Logan elviszi közös barátjuk, Josh nővérét, Maryt, aki ezzel feldühíti Josh-t. Matt nyomást gyakorol Claire-re, hogy próbálják meg in vitro megtermékenyítést a családalapításhoz, ami további feszültséget kelt. Miután Eric kihagyja a korrepetálást, Claire szembesíti vele a bálon. Eric beismeri Claire-nek, hogy róla álmodik, és hogy nem tud uralkodni magán, amikor a közelében van. Claire azt mondja neki, hogy menjen vissza a többiekhez, de miután vágyakozó pillantásokat vetnek egymásra, Eric és Claire együtt távoznak, és szexelnek Claire autójának hátsó ülésén. |            |                     |                               |                                      |
| 4. | 4. epizód  | Gillian Robespierre | Ruby Rae Spiegel              | 2020. november 17. 2022. október 23. |
| Az első szex után Eric és Claire ismét kavarnak, ahol a pár alapszabályokat határoz meg kapcsolatukkal kapcsolatban, beleértve a titoktartást és hogy csak hétfőnként kavarnak. Matt észreveszi, hogy Claire furcsán viselkedik, de Claire a gyanúját eloszlatja azzal, hogy szexet kezdeményez vele. Ericet Logan, Josh és Allison is kérdőre vonja, hogy miért hagyta el korán a bált, de mindhárman látják, hogy a fiú hazudik. Logan elmondja Mary iránti érzéseit Ericnek. Claire barátnőjével, Kathrynnal italozni megy, ahol lebukik, hogy ki van szívva a nyaka. Claire egy kacér fényképet küld Ericnek Snapchaten, majd azonnali találkozót kér tőle. Eric, akinek öccseire kell vigyáznia, miközben az anyja randizik, a szomszédos lányra bízza a gyerekeket. Eric elmondja Claire-nek, hogy nem csupán kavarásokra vágyik, és Claire viszonozza ezeket az érzéseket. Mire Eric hazaér, az édesanyja már otthon van, és kiderül, hogy Eric öccse megégette magát, amíg a fiú távol volt. Eric ennek ellenére ugyanúgy önelégült lesz, éppúgy mint a Claire-rel való első együttlét után. |            |                     |                               |                                      |
| 5. | 5. epizód  | Andrew Neel         | Rosa Handelman                | 2020. november 24. 2022. október 23. |
| Eric és Claire egy hétvégét töltenek együtt egy bérelt tanyaházban, hogy megünnepeljék Eric születésnapját, ahol mindketten saját gyermekkorukról mesélnek, és arról, hogy úgy nőttek fel, hogy hiányzott az egyik szülő az életükből. Eric ideges, mert Claire a kapcsolat megszűnésére számít, és sajnálja, hogy kapcsolatuknak titkosnak kell lennie; majd bevallják egymás iránti szeretetüket és szexelnek. Claire egy bárba megy, ahol Matt és zenekara az első koncertjét adja. Kathryn ellopja a pultból az egyik alkoholos üveget, amiből Claire-rel együtt isznak a parkolóban, ahol arra következtet, hogy Claire-nek viszonya van. Kathryn által kényszerítve Claire elárulja, hogy viszonya van Eric-kel. Annak ellenére, hogy Claire megpróbálja tisztázni a kapcsolatukat, Kathryn azt mondja Claire-nek, hogy nincs más választása, mint jelentenie az esetet. Claire pánikba esik. |            |                     |                               |                                      |
| 6. | 6. epizód  | Gillian Robespierre | Andrew Neel                   | 2020. december 1. 2022. október 23.  |
| A feljelentést benyújtják, és a rendőrök megjelennek Eric-ék házánál, ahol a fiú mindent elmond. Később találkozik Logannal és Josh-al, de dühösen elviharzik. Claire elmondja a viszonyt Mattnek, aki tanácsot kér Claire testvérétől, Nate-től. Miközben elkeseredett és dühös, Matt kijelenti Claire-nek, hogy meg akarja menteni házasságukat. Vacsora közben Claire hirtelen elmegy, hogy találkozzon Eric-kel, aki azt javasolja, meneküljenek együtt, amit a nő elfogad. Egy motelhez érve Claire hívást kap Nate-től, aki szerint a rendőrség gyermekrablásnak tekintheti a szökésüket. Ezzel nem törődve, Claire és Eric beisznak és ismét szexelnek, de miután Eric meglátja a nem fogadott hívásokat és üzeneteket Logantól, Joshtól és édesanyjától, az éjszaka közepén elhagyja a motelt. Másnap reggel érkezik haza, ahol könnyezve találkozik az édesanyjával. Claire arra ébredve, hogy Eric eltűnt, visszahajt a városba, és belép a rendőrségre. |            |                     |                               |                                      |
| 7. | 7. epizód  | Andrew Neel         | Boo Killebrew                 | 2020. december 8. 2022. október 23.  |
| Miután Eric megkezdi a főiskolát, Cody azt javasolja, hogy az elsőéves fiú lépjen be az Omega Kappa Beta diákszövetségbe. Az egyik tag Eric és Claire kapcsolatát hozza fel, ahol kiderül, hogy Claire-t a megyei börtönbe küldték. Egy másik partin Eric egy diáklánnyal kavar, aki elmondja neki, hogy felismeri a tanárbotrányból. Miközben Cody-val ebédel, Eric kibeszéli Claire-rel való viszonyát, és sajnálatát fejezi ki amiatt, hogy rávette a nőt, hogy szökjenek meg a városból. A kollégiumba visszatérve Eric rákeres Claire-re az interneten, majd édesanyja elmondja neki, hogy Claire-t hamarosan szabadon engedik. Eric anyja megpróbálja meggyőzni, hogy kezdjen el a terápiát, de Eric nem hajlandó erről beszélni, és csalódottan távozik. Ezután meglátogatja azt a diáklányt, akivel korábban kavart a bulin. Az Omega Kappa Beta beavatójára a tagok egy Karen nevű sztriptíztáncost hívnak, aki tanáros beszólásaival ugratja Ericet. A fiú kiszalad a házból és a kollégium folyosóján találkozik Micah-al, aki megkínálja hallucinogén gombákkal. Eric elárulja Micah-nak, hogy továbbra is vannak érzései Claire iránt, és hogy rettenetesen hiányzik neki.                                                                                           |            |                     |                               |                                      |
| 8. | 8. epizód  | Hannah Fidell       | Rosa Handelman                | 2020. december 15. 2022. október 23. |
| Claire-t Nate és apja, Wyatt veszi fel a megyei börtönből. Miután kiderül, hogy Matt beadta a válópert, Nate megengedi Claire-nek, hogy maradjon a házában, és arra ösztönzi, hogy keressen munkát. Claire SMS-t kap Erictől, hogy találkozzanak, és bár vonakodva de belemegy, hogy a fiú meglátogassa. Mindketten bevallják, hogy sajnálják a történteket, de Claire figyelmezteti Ericet, hogy maradjon távol tőle, és nélküle folytassa az életét, mert veszélyeztetné próbaidejét. Eric végleg elmegy, és Claire összepakolja a dolgait, hogy Nate helyett az apjával lakjon. |            |                     |                               |                                      |
| 9. | 9. epizód  | Hannah Fidell       | Boo Killebrew                 | 2020. december 22. 2022. október 23. |
| Claire apja üzletében kezd dolgozni, és elkezdi használni a Tinder-t, majd az első randipartnerével kavar. Claire véglegesíti válását Matt-tel, aki kifejezi iránta érzett dühét. Claire később ismét kavar randipartnerével, és megkéri, hogy üsse meg; aki így is tesz, amivel végül vérzést okoz. Claire távozik, miután a férfi nem hajlandó tovább ütni őt. Ericet egyetemi próbaidőre bocsátották; szobatársa, Ryan elviszi vacsorázni, ahonnan Ryan-nak korábban távoznia kell. Eric a bárban marad, ahol találkozik egy lánybúcsús társasággal, akik megpróbálják elérni, hogy a társaság egyetlen egyedülálló tagja, Chloe kavarjon Eric-kel. A többiek távozása után Eric táncol Chloe-val, aki közben könnyekben tör ki; majd elmagyarázza, hogy nemrég került ki egy hosszú távú rossz kapcsolatból. Miután ezek a szavak megértésre találnak benne, Eric másnap reggel hazamegy, és bevallja édesanyjának, hogy segítségre van szüksége. |            |                     |                               |                                      |
| 10. | 10. epizód | Hannah Fidell       | Hannah Fidell & Dana Kitchens | 2020. december 29. 2022. október 23. |
| 10 év telt el mióta Clair és Eric kapcsolata nyilvánossságra került. Claire újra férjhez ment és két gyermekével Houstonban él. Egyik hétvégén családjával visszautazik Austinba egy családi összejövetelre apja házába. Eric eközben terápiás vadonutakat vezet Texasban. Ugyanazon a hétvégén utazik vissza ős is Austinba a tízéves középiskolai osztálytalálkozójára. Az egyik szupermarketben vásárolva véletlenül összefut Claire-rel és lányával. Az osztálytalálkozón újra találkoznak Josh-al, Logan-nal (aki megházasodott és született egy gyereke) és Alison-szal, akivel később a szállodai szobájában újraélesztik kapcsolatukat. Amikor Eric elhagyja a szállodát, Claire egy üzenetet küld neki, amiben arra kéri, hogy ebédeljenek együtt. Az étteremben a beszélgetés szívélyesen kezdődik, de Eric később felfedi azokat a fanyar érzéseket, amelyeket jelenleg Claire iránt érez és hogy évekig hibáztatta magát, mire rájött, hogy Claire kihasználta. Claire többször is elnézést kér, amiért megsértette oktatói szerepét és elmondja, hogy az emberek még mindig elítélik őt a történtek miatt. Eric úgy véli, hogy Claire önközpontúan viselkedik, ezért elhagyja a találkozót, miután elmondta, hogy mindkettőjüknek együtt kell élniük a történtekkel. |            |                     |                               |                                      |

## A sorozat készítése
2014 februárjában derült ki, hogy Fidell 
A Teacher című filmjét az HBO televíziós adaptációban is feldolgozza. Fidell írja és vezető producere lesz a sorozatnak Danny Brocklehursttel együtt. Kate Mara, aki a sorozat főszereplője, szintén vezető producerként fog szolgálni, míg Fidell rendezni is fogja a sorozatot, amelyet az HBO helyett az FX-nél mutatnak be. Miután a 21st Century Fox Disney általi felvásárlása 2019 márciusában befejeződött, a The Walt Disney Company lett a Hulu többségi tulajdonosa. 2019 novemberében jelentették be, hogy a sorozat premierje az FX helyett a FX on Hulun lesz.

### Forgatás
A forgatás 2019 augusztusában kezdődött Calgaryban. 2019. október 13-án fejeződött be.

## Fordítás
- Ez a szócikk részben vagy egészben  az   A Teacher (miniseries) című angol Wikipédia-szócikk ezen változatának fordításán alapul.  Az eredeti cikk szerkesztőit annak laptörténete sorolja fel. Ez a jelzés csupán a megfogalmazás eredetét és a szerzői jogokat jelzi, nem szolgál a cikkben szereplő információk forrásmegjelöléseként.